# Cornufer minutus
Cornufer minutus е вид жаба от семейство Ceratobatrachidae. Видът не е застрашен от изчезване.

## Разпространение
Разпространен е в Папуа Нова Гвинея.